# Алексидзе, Рати
Рати Алекси́дзе (груз. რატი ალექსიძე; 3 августа 1978, Тбилиси, СССР) — грузинский футболист, нападающий. С 1998 по 2009 год выступал за сборную Грузии.

## Карьера
Рати Алексидзе начинал карьеру в тбилисском «Динамо». Сначала выступал за молодёжный состав, затем стал игроком основы. В 1997 году вместе с Арчилом Сахвадзе проходил стажировку в «Челси», выступал за резервный состав и стал его лучшим бомбардиром. После возвращения из Англии Алексидзе был избран капитаном команды.
В 1999 году «Челси» купил его. В сезоне 2000/01 дебютировал в Кубке УЕФА в матче со швейцарским «Санкт-Галленом». В чемпионате Англии за клуб Алексидзе сыграл только 2 матча и в 2002 году вернулся в «Динамо».
В 2004 году Рати Алексидзе получил предложение от «Ростова». Первый матч в чемпионате России сыграл 13 марта в 1-м туре против «Торпедо», выйдя на замену после перерыва вместо Исо Каньенды. Всего в Премьер-лиге он сыграл 9 матчей. После окончания сезона Рати завершил карьеру, но в 2007 вернулся и подписал контракт с «Локомотивом» из Тбилиси.
В 2009 году перешёл в «Дьёр».

## Достижения
«Динамо»
- Чемпион Грузии (5): 1995/96, 1996/97, 1997/98, 1998/99, 2002/03
- Обладатель Кубка Грузии (2): 1997, 2003

 «Челси»
- Обладатель Кубка Англии: 2000
- Обладатель Суперкубка Англии: 2000

 «Дьер»
- Чемпион Венгрии: 2012/13